# TER Bourgogne-Franche-Comté
A TER Bourgogne-Franche-Comté a kelet-franciaországi Bourgogne-Franche-Comté régiót kiszolgáló regionális vasúthálózat. A hálózatot a francia nemzeti vasúttársaság, az SNCF üzemelteti. 2017-ben alakult a korábbi TER Bourgogne és a TER Franche-Comté hálózatból, miután az érintett régiókat összevonták.

## TER hálózat

### Vasút
| Line                          | Route |
| ----------------------------- | --- |
| Belfort – Delle               | Belfort ... Delle |
| Belfort – Épinal              | Belfort ... Lure ... Épinal (lásd TER Grand Est line L5 for details)                                                     |
| Belfort – Vesoul              | Belfort ... Lure – Vesoul                                                                                                |
| Besançon – Belfort            | Besançon-Viotte ... gare de Montbéliard ... Belfort                                                                      |
| Besançon – Besançon TGV       | Besançon-Viotte – École-Valentin – Besançon Franche-Comté TGV                                                            |
| Besançon – Bourg-en-Bresse    | Besançon-Viotte ... Mouchard ... gare de Lons-le-Saunier ... Bourg-en-Bresse                                             |
| Besançon – La Chaux-de-Fonds  | Besançon-Viotte ... Le Valdahon ... Morteau ... La Chaux-de-Fonds (Svájc)                                                |
| Chalon-sur-Saône – Montchanin | Chalon-sur-Saône ... Montchanin                                                                                          |
| Dijon – Auxerre               | Dijon ... Montbard ... Laroche-Migennes ... Auxerre                                                                      |
| Dijon – Besançon              | Dijon ... Dole-Ville ... Besançon-Viotte                                                                                 |
| Dijon – Bourg-en-Bresse       | Dijon ... gare de Saint-Jean-de-Losne ... Louhans – Saint-Amour – Bourg-en-Bresse                                        |
| Dijon – Is-sur-Tille          | Dijon ... Is-sur-Tille                                                                                                   |
| Dijon – Lyon                  | Dijon ... gare de Beaune ... Chalon-sur-Saône ... Mâcon-Ville ... gare de Villefranche-sur-Saône ... Lyon-Part-Dieu      |
| Dijon – Nevers                | Dijon – gare de Beaune – Montchanin ... Étang-sur-Arroux ... Decize ... Nevers                                           |
| Dole – Pontarlier             | Dole-Ville ... Mouchard – Andelot ... Frasne ... Pontarlier                                                              |
| Laroche – Corbigny            | Laroche-Migennes – Auxerre ... Cravant-Bazarnes ... Clamecy ... Corbigny                                                 |
| Mouchard – Saint-Claude       | Mouchard – Andelot ... Champagnole ... Morez ... Saint-Claude                                                            |
| Moulins – Dijon               | Moulins-sur-Allier ... gare de Paray-le-Monial ... Montchanin - Beaune - Dijon                                           |
| Nevers – Clermont-Ferrand     | Nevers ... Moulins-sur-Allier ... gare de Vichy ... Clermont-Ferrand (lásd TER Auvergne-Rhône-Alpes line 14 for details) |
| Nevers – Cosne-sur-Loire      | Nevers-le-Banlay ... Nevers ... La Charité ... Cosne-sur-Loire                                                           |
| Nevers – Lyon                 | Nevers ... Moulins-sur-Allier ... gare de Paray-le-Monial ... Lamure-sur-Azergues ... Lozanne ... Lyon-Perrache          |
| Paris – Avallon               | Paris-Bercy – Sens ... Laroche-Migennes – Auxerre ... Avallon                                                            |
| Paris – Dijon                 | Paris-Bercy – Sens ... Laroche-Migennes ... Tonnerre ... Montbard – Les Laumes-Alésia – Dijon-Ville                      |
| Paris – Laroche-Migennes      | Paris-Lyon – Melun ... Montereau ... gare de Sens ... Laroche-Migennes                                                   |
| Pontarlier – Vallorbe         | Pontarlier – Frasne – gare de Labergement-Sainte-Marie – Vallorbe (Svájc)                                                |

### Busz
- Autun – Avallon
- Autun – Chagny
- gare de Châtillon-sur-Seine – Montbard
- Dole – Lons-le-Saunier
- Étang-sur-Arroux – Autun
- Gray – Culmont-Chalindrey
- Mouchard – Salins-les-Bains
- Vesoul – Culmont-Chalindrey
- Vesoul – Gray
- Vesoul – Luxeuil-les-Bains